# Liste der Flughäfen in Guatemala
Liste der Flughäfen und Flugplätze in Guatemala.
| Ort                   | Departamento   | IATA-Code | ICAO-Code | Name des Flughafens         | Anmerkung                                 |
| --------------------- | -------------- | --------- | --------- | --------------------------- | ----------------------------------------- |
| Bananera              | Izabal         |           | MGBN      | Flugplatz Bananera          |                                           |
| Carmelita             | Petén          | CMM       | MGCR      | Flugplatz Carmelita         |                                           |
| Chiquimula            | Chiquimula     | CIQ       |           | Flugplatz Chiquimula        |                                           |
| Coatepeque            | Quetzaltenango | CTF       | MGCT      | Flugplatz Coatepeque        |                                           |
| Cobán                 | Alta Verapaz   | CBV       | MGCB      | Flugplatz Cobán             |                                           |
| Dos Lagunas           | Petén          | DON       |           | Flugplatz Dos Lagunas       |                                           |
| El Naranjo            | Petén          | ENJ       |           | Flugplatz El Naranjo        |                                           |
| Esquipulas            | Chiquimula     |           | MGES      | Flugplatz Esquipulas        |                                           |
| Flores                | Petén          | FRS       | MGTK      | Flughafen Flores            | Militärischer Teil vorhanden              |
| Guatemala-Stadt       | Guatemala      | GUA       | MGGT      | Flughafen Guatemala-Stadt   | Militärischer Teil, Regierungsflughafen   |
| Huehuetenango         | Huehuetenango  | HUG       | MGHT      | Flugplatz Huehuetenango     |                                           |
| La Libertad           | Petén          |           | MGLL      | Flugplatz La Libertad       |                                           |
| Los Tablones          | Zacapa         |           |           | Flugplatz Los Tablones      |                                           |
| Malacatán             | San Marcos     |           | MGML      | Flugplatz Malacatán         |                                           |
| Melchor de Mencos     | Petén          | MCR       | MGMM      | Flugplatz Melchor de Mencos |                                           |
| Paso Caballos         | Petén          | PCG       |           | Flugplatz Paso Caballos     |                                           |
| Playa Grande Ixcán    | Quiché         | PKJ       |           | Flugplatz Playa Grande      |                                           |
| Poptún                | Petén          | PON       | MGPP      | Flugplatz Poptún            | Militärischer Teil                        |
| Puerto Barrios        | Izabal         | PBR       | MGPB      | Flughafen Puerto Barrios    | Militärischer Teil (Base Aerea de Izabal) |
| Puerto San José       | Escuintla      |           | MGSJ      | Flughafen Puerto San José   | Ausweichflughafen für Guatemala-Stadt     |
| Quetzaltenango        | Quetzaltenango | AAZ       | MGQZ      | Flughafen Quetzaltenango    | Ausbau zum Verkehrsflughafen              |
| Retalhuleu            | Retalhuleu     | RER       | MGRT      | Flugplatz Retalhuleu        | Militärischer Teil (Base Aerea del Sur)   |
| Río Dulce             | Izabal         | LCF       | MGRD      | Flugplatz Río Dulce         | Östlich Brücke, Südseite, bei Ojo de Agua |
| Rubelsanto            | Alta Verapaz   | RUV       | MGRB      | Flugplatz Rubelsanto        | Militärstützpunkt                         |
| San Marcos            | San Marcos     |           | MGSM      | Flugplatz San Marcos        |                                           |
| Santa Cruz del Quiché | Quiché         | AQB       | MGQC      | Flugplatz Quiché            |                                           |
| Tikal                 | Petén          | TKM       | MGTK      | Flugplatz Tikal             | derzeit geschlossen                       |
| Uaxactún              | Petén          | UAX       |           | Flugplatz Uaxactún          |                                           |
| Zacapa                | Zacapa         |           | MGZA      | Flugplatz Zacapa            |                                           |